# 艾伯特·約翰內斯遜
艾伯特·路易斯·約翰內斯遜（英語：Albert Louis Johanneson，1940年3月13日—1995年9月28日）生於南非約翰內斯堡，於英格蘭列斯逝世，是一名南非足球員，曾效力列斯聯和約克城。

## 生涯
約翰內斯遜是一名反應敏捷的技术型左翼球员，由一名南非教師推薦至列斯聯，並於1961年4月正式加盟该球队。約翰內斯遜在效力列斯聯的九年間，见证了球隊在1964年從乙組升班的全过程。1965年，約翰內斯遜成為第一位在足總杯決賽中上陣的非洲球員。然而，列斯聯最終敗給了利物浦而無緣獎盃，同时約翰內斯遜的表現也乏善可陈。約翰內斯遜在参加比賽時，与其他依靠天賦或才能的多数球员不同，他的表现並不顯眼，甚至有时被忽視。由於約翰內斯遜受到一連串傷病所困擾及艾迪·格雷的崛起，因此一直處於離開列斯聯的邊緣。直到1970年被時任領隊唐·李維棄用为止，他僅上陣過10場。同年，約翰內斯遜轉投約克城，並於兩年後退役。
約翰內斯遜在退役後的生活並不太理想，拮据的经济和婚姻問題令到他後來以酗酒度日，并最終在1995年孤獨終老。

## 外部連結
- Biog
- Leeds Fans.org
- George Best on Albert
- Review of 1963-64  （页面存档备份，存于）
- South Africa info
- Photo of Albert signing contract
- Division statistics （页面存档备份，存于）